# Muralhas do Eleu
As Muralhas do Eleu localizam-se na província de Huíla, em Angola.